# Урочище Мамай гора

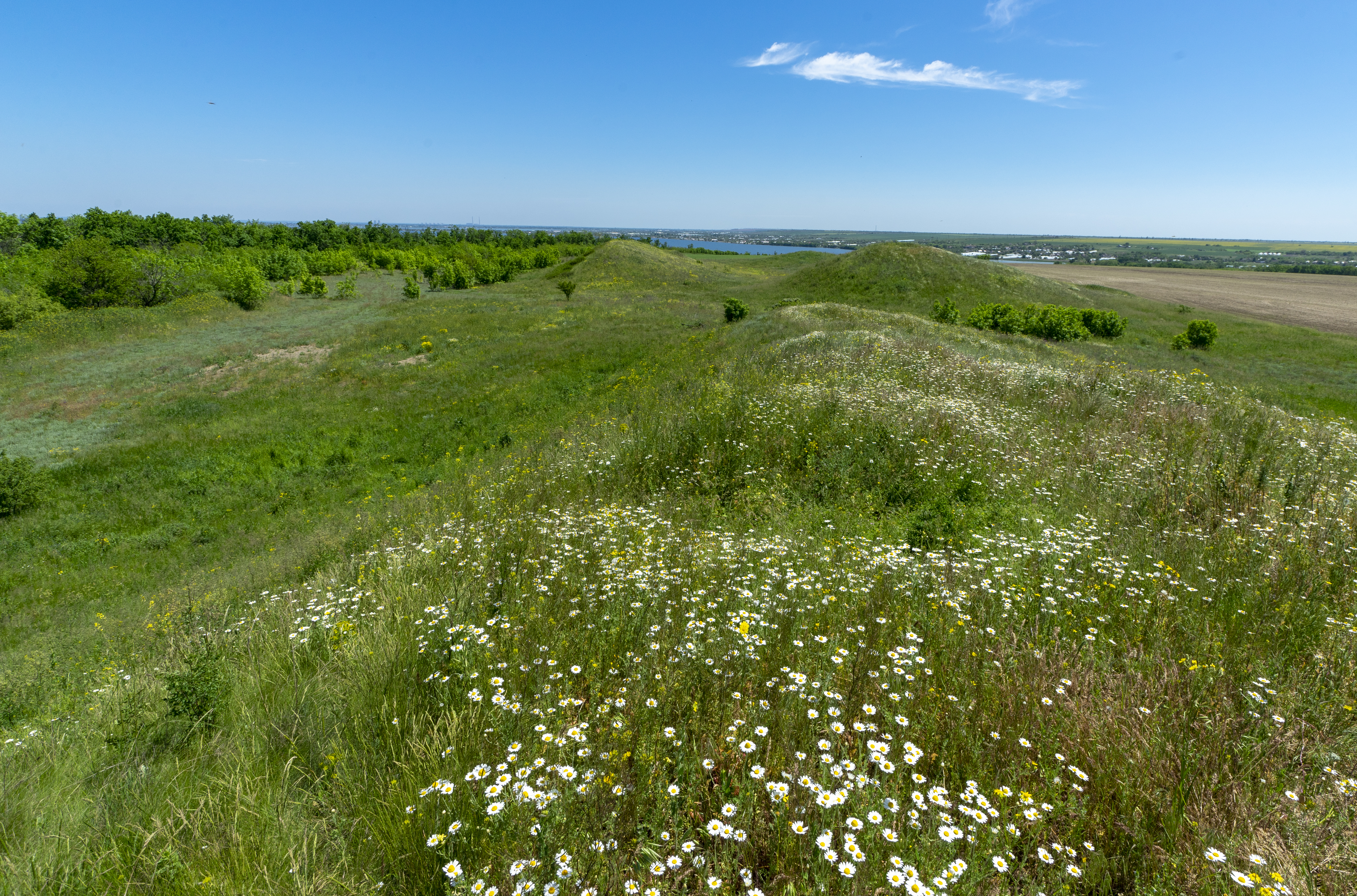

Урочище Мамай гора — ландшафтний заказник місцевого значення. Об'єкт розташований на території Кам'янсько-Дніпровського району Запорізької області, ДП «Кам'янсько-Дніпровське лісове господарство», Кам'янське лісництво, 2 км на південний захід від села Велика Знам'янка. На території заказника знаходиться мультикомплексний могильник Мамай-Гора.
Площа — 68 га, статус отриманий у 1984 році.

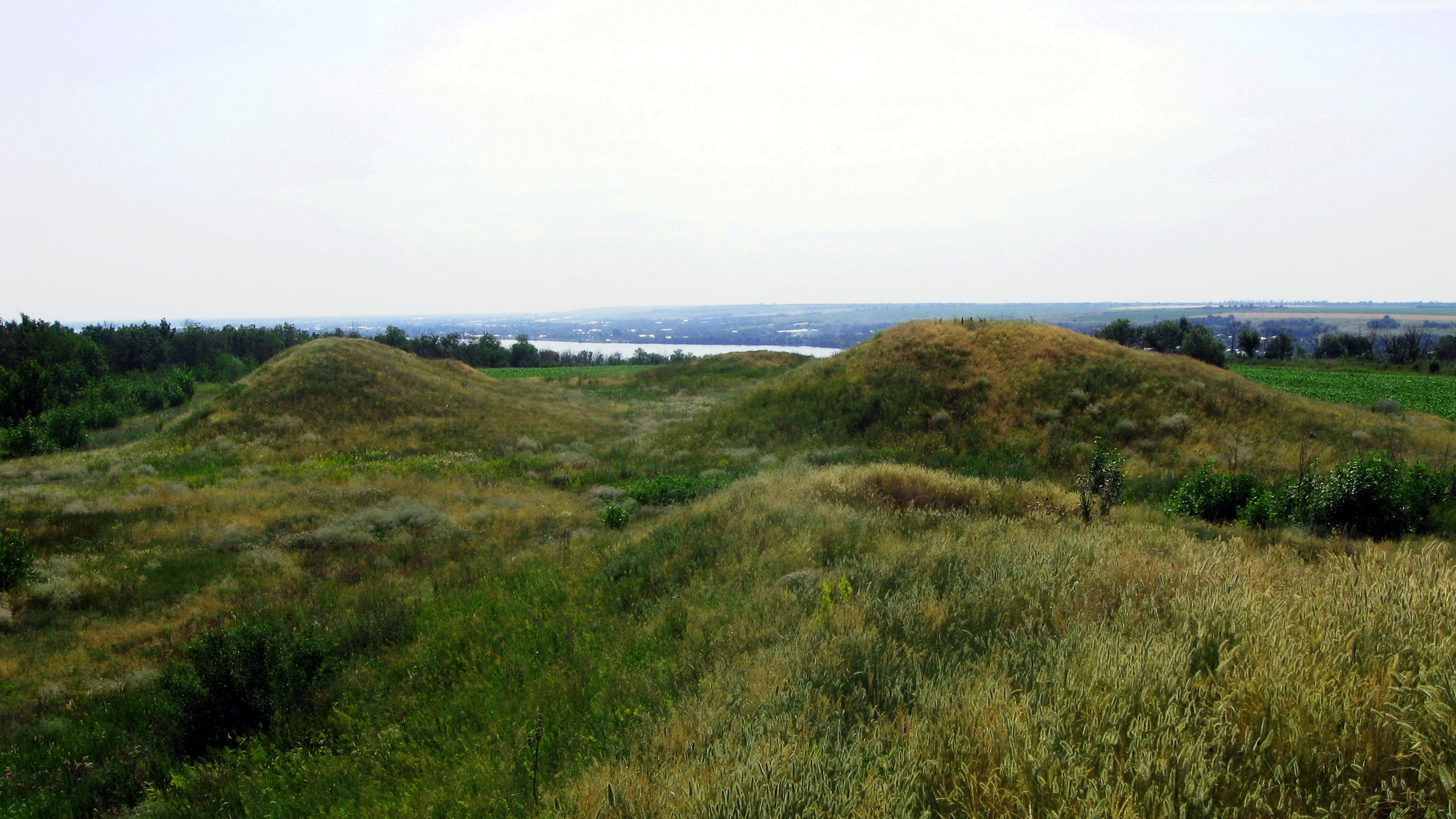
Мамай-гора. Скіфські могильники